# 6499 Michiko
6499 Michiko este un asteroid din centura principală de asteroizi.

## Descriere
6499 Michiko este un asteroid din centura principală de asteroizi. A fost descoperit pe 27 octombrie 1992 la Nyukasa de Masanori Hirasawa și Shohei Suzuki. El prezintă o orbită caracterizată de o semiaxă mare de 2,76 ua, o excentricitate de 0,14 și o înclinație de 10,1° în raport cu ecliptica.